# Atouguia
Atouguia ist eine Gemeinde (Freguesia) im portugiesischen Kreis Ourém. In ihr leben 2087 Einwohner (Stand 19. April 2021).